# La Fouillade
 La Fouillade  (en occitano La Folhada) es una población y comuna francesa, situada en la región de Mediodía-Pirineos, departamento de Aveyron, en el distrito de Villefranche-de-Rouergue y cantón de Najac.

## Demografía
| 1135 | 1123 | 1154 | 1153 | 1041 | 1034 |
| Para los censos de 1962 a 1999 la población legal corresponde a la población sin duplicidades (Fuente: INSEE [Consultar]) |      |      |      |      |      |